# Parabola semikubiczna

Parabole semikubiczne dla różnych wartości parametru a.

Parabola semikubiczna (półsześcienna) – krzywa płaska zdefiniowana parametrycznie jako:
{\displaystyle {\begin{cases}x=t^{2}\\y=at^{3}\end{cases}}}
Parametr może być usunięty, wówczas równanie krzywej ma postać:
{\displaystyle y=\pm ax^{\frac {3}{2}}}
Równanie biegunowe paraboli semikubicznej dane jest wzorem:
{\displaystyle r={\frac {\operatorname {tg} ^{2}\varphi \ \sec \varphi }{a}}}
Krzywą tę zbadał i opisał jako pierwszy angielski matematyk William Neile (1637–1670).

## Własności
Szczególny przypadek paraboli semikubicznej, nazywany wówczas parabolą Neile’a, może być użyty jako definicja ewoluty paraboli:
{\displaystyle x={\frac {3}{4}}(2y)^{\frac {2}{3}}+{\frac {1}{2}}}
Rozwinięcie katakaustyki kubicznej Tschirnhausena ukazje, iż również jest to parabola semikubiczna:
{\displaystyle {\begin{cases}x=3(t^{2}-3)=3t^{2}-9\\y=t(t^{2}-3)=t^{3}-3t\end{cases}}}